# Шифърът на Леонардо
За филма със същото име вижте Шифърът на Леонардо (филм).
Шифърът на Леонардо (на английски: The Da Vinci Code) е роман от американския писател Дан Браун, публикуван през 2003 г. Книгата се превръща в световен бестселър с тираж от над 60 милиона (май 2006) и е преведена на 44 езика. Романът разглежда някои исторически теории за свещения Граал, отношенията между Мария Магдалина и Исус Христос и нейната роля в християнството.
Романът съчетава в себе си няколко жанра – детективски роман, трилър и теории на конспирацията и е вторият роман от трилогията, която Дан Браун започва през 2001 г. с Шестото клеймо. В нея за първи път се появява неговият герой Робърт Лангдън.
През ноември 2004 е издадено „специално илюстровано издание“, в което са включени 160 илюстрации, вмъкнати в текста.
Историята в романа е разказ за конспирациите на католическата църква, за укриване на „истинската история“ за Исус. Романът спомага за повдигане на обществения интерес в спекулациите, отнасящи се до легендата за свещения Граал и отношенията между Мария Магдалина и Исус Христос.
Романът започва с уводните думи на Дан Браун: „всички описания на произведения на изкуството, архитектурата, документи и тайни ритуали в романа са реални“; това, предизвиква негодувание сред отците на християнските Църкви, които са морално накърнени от книгата. Както много медии отбелязват, много читатели смятат, че книгата борави с научни факти. Публикувани са много научни трудове, които детайлно обясняват защо е трудно да се отдели литературната измислица от историческата истина.
„Шифърът на Леонардо“ е втора част от трилогията на Дан Браун, в която Робърт Лангдън е главен герой. В първата книга, „Шестото клеймо“, действието се развива в Рим и е свързано с Илюминатите. Въпреки че действието в романа „Шестото клеймо“ също се развива около Лангдън, не е необходимо читателят да я е чел, за да разбере сюжета на Шифърът на Леонардо. Третата книга, „Изгубеният символ“, е публикувана през 2009 година.
Умберто Еко в романа си „Махалото на Фуко“ пародира идеите, използвани по-късно от Дан Браун.

## Сюжет
Внимание:  Текстът по-долу разкрива сюжета на произведението (или части от него)!
По време на командировка в Париж, харвардският професор по история на символите Робърт Лангдън е въвлечен в странна история засягаща убийството на възрастен уредник в Лувъра. Както се загатва и в заглавието на романа, тялото на Сониер е открито в Лувъра чисто голо в положение, наподобяващо известната скица на Леонардо да Винчи Витрувиански човек, заедно с криптирано съобщение, написано до трупа и пентаграм, нарисуван на стомаха му със собствената му кръв. Разгадаването на загадките се състои в откриването на скрити послания в най-известните творби на Леонардо, в това число Мона Лиза и Тайната вечеря. В търсене на ключа на загадката, Лангдън и внучката на уредника, Софи Нево, откриват, че Жак Сониер е бил член на Ордена на Сион – тайно общество, което пази тайната на Мария Магдалина.
Основният конфликт в романа се върти около разрешаването на две мистерии:
- Каква тайна е пазил Сониер, която води до смъртта му?
- Кой стои зад убийството?

Романът има няколко преплетени сюжетни линии и действащи лица. Всички сюжетни линии се събират и загадките се разрешават в края на книгата.
Разгадаването на загадката изисква решаването на редица главоблъсканици, включително анаграми и нареждането на пъзели. Самото решение е тясно свързано с възможното местонахождение на Свещения Граал и мистериозно общество, наречено Орден на Сион, както и на Рицарите-Тамплиери. Католическата организация „Opus Dei“ (карикатурен образ на съвременната Opus Dei) също е застъпена в сюжета на книгата.

## Главни герои
- Робърт Лангдън – професор по християнска символика в Харвардския университет.
- Софи Нево – внучка на виден уредник на Лувъра. По професия криптограф.
- Жак Сониер – уредник на Лувъра.
- Безу Фаш – капитан от френската полиция.
- Сила – албинос последовател на Opus Dei, който практикува умъртвяване на плътта.
- Епископ Мануел Арингароса – водач на Opus Dei и наставник на Сила.
- Учителят – тайнствена личност, която води сюжета.
- Андре Верне – президент на парижкия клон на Цюрихска депозитна банка.
- Сър Лий Тибинг – британски кралски историк, изследовател на граала и приятел на Робърт Лангдън.
- Реми Легалудек
Легалудек е прислужник и шофьор на сър Лий Тибинг. След като излита за Англия с Тибинг, Робърт Лангдън и Софи Нево, той ги откарва до църквата Темпъл в Лондон. Това, което е неизвестно за другите е, че Легалудек работи за Учителя. Докато всички са в църквата Темпъл, той спасява Сила, който е завързан и взет за заложник. Въоръжен с пистолет, той влиза в църквата преди останалите да намерят и разгадаят загадката, която се предполага, че е скрита там. Той отвлича Тибинг и взима ключовия камък от Лангдън. Когато Лангдън му го дава, той и Сила избягват, като взимат Тибинг за заложник.
- Лейтенант Коле – лейтенант от френската полиция, подчинен на Безу Фаш.

## Тезите на Дан Браун
В романа „Шифърът на Леонардо“ Дан Браун използва следните идеи:
- В ранното християнство е съществувал култ към Богинята майка.
- Мария Магдалена е била съпруга на Иисус и майка на децата му.
- Тялото на Мария Магдалена, носило наследниците на Исус, е легендарният Свети Граал (което бива разкрито в световноизвестното произведение на Леонардо Да Винчи „Тайната Вечеря“.
- Иисус не бил възприеман от последователите си като божествен. Едва император Константин го обявява за божествен и свещен, преследвайки собствените си цели.
- Вселенският събор в Никеа през четвърти век бил добър повод за Константин в желанието му за придобиване на повече власт. На този събор започва прикриването на връзката между Иисус и Мария Магдалена.
- Мощите на Мария Магдалена, заедно с документи, разкриващи истинската история, са намерени на Храмовия хълм в Йерусалим при завземането на града по време на първия кръстоносен поход.
- Истината за Исус и Мария Магдалена е запазена благодарение на тайно братство, наречено Орденът на Сион, управлявано от хора като Леонардо Да Винчи.
- Браун вижда връзка между откритите в Наг Хамади през 1945 г. ръкописи и тази история.
- Орденът на рицарите Тамплиери е основан от тайното братство с цел закрила на документите за Светия Граал.
- Дори и в наши дни наследниците на Мария Магдалена и Исус живеят във Франция.
- Леонардо Да Винчи е бил един от великите магистри на ордена.
- Старофренското име на Светия Граал (San gréal) всъщност произлиза от израза Санг Реал (Sang réal), което означава „кралска кръв“.

## Съдебен процес
През февруари 2006 г. срещу Дан Браун е заведено дело по обвинение в плагиатство от авторите на излязлата през 1982 г. „Светата кръв и свещеният Граал“. Страна по делото са двама от тримата автори – Майкъл Бейджънт и Ричард Лий, като 75-годишният Хенри Линкълн не участва единствено заради влошеното си здраве. Те настояват, че Дан Браун е заимствал от тяхната книга основната идея на „Шифърът“. На 7 април същата година, съдията Питър Смит отхвърля иска и отсъжда в полза на Дан Браун. (Пълният текст на съдебното решение може да бъде прочетен тук.)

## Критика и пародии
Романът предизвиква и вълна на неодобрение в християнските среди. Пол Майер и Ханк Ханеграаф написват през 2006 г. книгата „Da Vinci Code: fact or Fiction?“, която оспорва фактологическата точност и достоверност на романа.
Книгата е преведена на български под заглавието „Дан Браун и Шифърът на Леонардо: Историческите факти“. Издателите упрекват Дан Браун, че твърденията му, „дори при повърхностна проверка на историческите факти не отговарят на действителността“. ISBN 978-954-8225-55-7
Ивайло Диманов издаде книга Шлиферът на Леонардо, която е първата от световната поредица „Вулгарен хумор“ на издателство „Алтер Его“. Ето откъс: „Два метра и половина встрани от останките на древен тракийски некропол блестеше малка глинена плочка с някакъв странен, едва различим надпис:
А ДОЛЕ КРАВА ГАСИ ПОЖАРА
С ТЕКИЛА И МЕЗЕ ОТ НОЩНО ЕХО
Какво ли можеше да означава този на пръв поглед глуповат текст?“

## Филм
Columbia Pictures адаптира романа във филм по сценарий, написан от Акива Голдсман и наема носителя на Оскар Рон Хауърд като режисьор. Филмът излезе на 19 май 2006, и е с участието на Том Ханкс в ролята на Робърт Лангдън, Одре Тоту в ролята на Софи Нево и сър Иън Маккелън в ролята на Лий Тибинг. Филмът представен на фестивала в Кан през 2006, е хладно приет от кинокритиците, които го определят за по-скоро посредствен.